# 鈴木亞由子
鈴木亞由子（1991年10月8日—）是日本田徑運動員，曾獲得2013年夏季世界大學運動會女子10000公尺金牌和女子5000公尺銀牌。她還曾參加2016年夏季奧林匹克運動會女子5000公尺比賽，最終獲得小組第12名。

## 外部連結
- 鈴木亞由子在国际奥林匹克委员会的资料
- 鈴木亞由子在的頁面